# Larry Costello
Lawrence Ronald "Larry" Costello (ur. 2 lipca 1931 w Minoa, zm. 13 grudnia 2001 w Fort Myers) – amerykański koszykarz, obrońca. Mistrz NBA jako zawodnik oraz trener, uczestnik NBA All-Star Games, zaliczony do drugiego składu najlepszych zawodników NBA. 
Podczas rozgrywek 1955/56 odbywał obowiązkową służbę wojskową. Z tego powodu nie zdobył mistrzostwa NBA w barwach Warriors. Powetował to sobie jednak w 1967 roku, kiedy to sięgnął po tytuł w tym samym mieście, jednak już jako zawodnik Philadelphia 76ers. 

## Osiągnięcia

### EPBL
- Finalista EPBL (1966)[2]

### NBA
- Mistrz NBA (1967)[3]
- 6-krotny uczestnik meczu gwiazd NBA (1958–1962, 1965)[4]
- Wybrany do II składu NBA (1961)[1]
- Lider w skuteczności rzutów wolnych:
  - sezonu rgularnego (1963, 1965)[5]
  - play-off (1958, 1964)[6]

### Trenerskie
- Mistrz NBA (1971)[3]
- Finalista NBA (1974)[3]
- Trener drużyny Zachodu podczas meczu gwiazd Legend NBA (1992)[7]